# Quaiti
Els quaiti o quayti foren una dinastia que va governar part de l'Hadramaut (Shihr i Mukalla).

## Història
La tribu Yafa té la tradició immemorial de servir com a mercenaris i en aquesta condició van arribar a l'Hadramaut als segles XVII, xviii i xix al servei de prínceps locals, per establir o conservar l'autoritat. Els ancestres de la dinastia quati van arribar al país entre aquests mercenaris i es van establir al poble de Lahroom, prop de Shibam. Awadh ibn Abd Allah al-Quaiti, pare del fundador de la dinastia, va anar a l'Índia on va servir com a mercenari del nizam d'Hyderabad i va morir en batalla a la segona guerra de Mysore (1879-1794) contra Tipu Sahib; va deixar cinc fills i alguns van seguir a l'Índia com a mercenaris.

### Origen del poder quaiti: Umar ibn Awadh
El fill Umar ibn Awadh al-Quaiti havia nascut a Lahrom a finals del segle xviii i consta que era a l'Índia el 1813; va servir al maharajà de Nagpur, al Berar, com a jamadar (capità de grup); el seu germà Abd Allah ibn Awadh servia també al maharajà però va morir en la lluita i Umar va ocupar el seu lloc i es va casar amb la vídua d'Abd Allah. A la derrota i captura del raja Appa Sahib el 16 de desembre de 1817 a Sitabaldi, Umar va pactar amb els britànic evacuar el fort on es trobava amb la seva gent, conservant armes i equip, sent escortat cap al territori de la seva elecció; va escollir el principat d'Hyderabad. El grup d'Umar es va posar al servei del nizam i va ascendir ràpidament sent un dels dos comandants dels mercenaris àrabs del nizam; va tenir un paper destacat en combatre a bandits i bandes fora de la llei, i per imposar el tribut a feudataris refractaris. Durant la revolta dels sipais de 1857 va ajudar a mantenir la llei i orde i va rebre el títol de Janbaz Jang (Intrèpid a la batalla) i Shamshir al-Dawla (Espasa de l'Estat); va amassar una considerable fortuna i fou fins i tot creditor de l'estat.
Una branca dels kathiris, els Isa ibn Badr, que inicialment governaven la meitat de Shibam, dirigits per Mansur, es van apoderar el 1839 de l'altra meitat de Shibam que governaven els yafis. Amb això va començar a l'Hadramaut la lluita entre els yafis i els kathiris; aquests era un clan d'origen hadhrami que havien servit com a mercenaris al Zufar o Dhofar en els segles XIII al XVI. Els kathiri estaven dirigits per Ghalib ibn Mohsin, que també havia estat jamadar a Hyderabad, on havia arribat el 1830 i havia amassat igualment una gran fortuna. A causa d'aquests fets els caps yafis van enviar una delegació a Hyderabad per demanar a Umar ajut financer; Umar va acceptar a canvi de ser reconegut com el seu cap al que deurien lleialtat i obediència. Des de Hyderabad, Umar ibn Awadh va enviar el 1841 a alguns parents per negociar la compra de la població d'al-Qatn, propera a Shibam, per servir de base per les activitats que planejava a l'Hadramaut. Quatre dels seus fills, Muhammed, Abd Allah, Ali i Awadh (aquest darrer el cap militar familiar) van formar el nucli dirigent dels quaiti a l'Hadramaut d'al-Qatn, junt amb alguns caps yafis locals i els seus col·laboradors vinguts amb ells des de Hyderabad. Umar i el seu fill Salih van restar a Hyderabad si bé controlaven les activitats que els seus parents feien a l'Hadramaut. Amb els seus diners va poder contractar mercenaris yafis i va poder comprar forts i granges. Per la seva banda els kathiri amb el suport financer de Ghalib, van establir una base a al-Ghurfa el 1845 i el 1847 van conquerir Tarim als gharama, un clan dels yafis, i el 1848 Seiyun al clan dhubai (també dels yafis). Però progressivament el suport que fins llavors tenien els kathiris es va esvair en favor dels quaiti que aportaven més diners, o bé fou neutralitzat amb mesures més generoses o més suaus que les dels seus rivals.
El 1849 els quati amb un fort contingent de yafis van atacar Seiyun, però es van haver de retirar per una fallada en l'aprovisionament quan ja una part de la ciutat estava en les seves mans i l'havien dominat durant 70 dies. Però el setge de Seiyun va espantar a Mansur de Shibam, que va acceptar retornar la meitat de la ciutat i territori als yafis (1849).
El 1853 els kathiri van atacar al-Shihr, governada pel clan Banu Breik (un altre clan dels yafis) però foren rebutjats cap a Murir. El 1855 Ghalib fou destituït com a jamadar per manca de disciplina i enviat a l'Hadramaut on va arribar el 1856.
Vers el 1858 Mansur va planejar convidar a tots els caps yafis a un dinar per celebrar la circumcisió del seu fill on esperava matar a tots els assistents, però els yafis se'n van assabentar i es van anticipar; Mansur fou convidat a un banquet per parlar de "coses urgents"; Mansur no va poder refusar per no fer fracassar els seus plans, i sense saber res, hi va anar i fou assassinat i els yafis es van apoderar de tot Shibam (1858). Ghalib ibn Mohsin de Seiyun i Tarim va atacar Shibam el 1859 però va fallar i fou rebutjat.

### Govern d'Awadh ibn Umar
Umar va morir el 1865 sense haver retornat a l'Hadramaut, deixant una gran fortuna; en el seu testament, de 1863, deixava un terç per a l'administració de les seves possessions pel seu successor i l'establiment de la prosperitat i la seguretat a l'Hadramaut; deixava també un triumvirat de tres dels seus fills (Abd Allah, Salih i Awadh) com a marmessors i com a successors i demanava als seus fills Muhammad i Ali ser lleials i ajudar els seus germans, sent compensats amb un important llegat en diners (250.000 rupies cadascun). Al saber la mort d'Umar, Ghalib al-Kathiri va reunir una força considerable i va ocupar al-Shihr el 1866. També va atacar Mukalla, a la costa, però allí fou rebutjat pel governant, de la dinastia al-Kasadi o al-Kasabi o al-Qassadi (que era yafi). El mateix 1866 Awadh ibn Umar, amb ajut dels Kasadis, van atacar al-Shihr per mar i terra i van forçar la retirada dels kathiri. Un nou atac kathiri a al-Shihr el 1867 fou rebutjat per Awadh després d'una forta lluita.
Llavors Awadh amb el suport dels kasadis va intentar ocupar Seiyun (1868) que havia esdevingut la capital kathiri, però després d'uns èxits inicials, les dissensions entre els yafis va portar al fracàs de l'operació. Això es va concretar en un trencament entre els quaitis i els kasadis; aquests darrers equipaven les seves forces amb fons dels quaiti, i ara mancats d'aquest suport, es van debilitar i van buscar l'aliança amb els kathiri i els awlaqis formant una confederació contra els quaiti. El cap awlaqi Abd Allah ibn Ali fou el cap de la coalició com el més gran dels jamadars àrabs que havien servit a la cort del nizam; els awlaqis no eren nadius de l'Hadramaut però també aspiraven a formar domini a la zona com els kathiri i els quaiti i el 1863 havien comprat l'estratègica posició de Sida o al-Sida, entre al-Shihr i Ghayl on van construir la que fou segurament la millor fortalesa de l'Hadramaut. Abd Allah va morir poc després (+ 1868) i fou succeït pel seu fill Mohsin ibn Abd Allah.
Awadh va ocupar el territori litoral a l'est d'al-Shihr entre 1870 i 1871. Un intent kathiri d'ocupar Shibam el 1874 fou rebutjat per Abd Allah ibn Umar, germà gran d'Awadh. Una derrota d'Awadh a al-Tukhm quan intentava tallar el pas d'una gran força kathiri que anava en ajut dels kasadis de Mukalla, va permetre a la confederació aliada assetjar al-Shihr que fou defensada amb èxit per Awdh; encara que els awlaqi, kasadi i kathiri van aconseguir alguns èxits inicial finalment es van haver de retirar. Un temps després Awadh va avançar per ocupar Ghayl (Ghail-Bawazir) de la que va foragitar als defensors kathiris fent un atac de diversió a Tarim mentre el seu germà Abd Allah ibn Umar ibn Awad al-Quaiti, agafava el comandament i entrava a Ghayl; al mateix temps al-Sida, la fortalesa awlaqi, era atacada i assetjada per un altre contingent quaiti, fou finalment ocupada el 1879. El membre del triumvirat, Salih, va morir el 1877.
Eliminats els awlaqi com a força important, els quaiti van dirigir les seves energies contra els kasadis; per evitar la guerra van oferir la condonació d'un deute de 160.000 tàlers de Maria Teresa i l'entrega de 80.000 tàlers més a canvi de la venda de la meitat de Mukalla i altres posicions costaneres entre ls quals Burum (o sigui en total 240.000 tàlers de Maria Teresa). Els kasadi van acceptar, però després van al·legar que ho van fer sota pressió. Els britànics d'Aden eren aliats dels kasadis i a més temien el creixent poder dels quaitis, i els kasadis van intentar no haver de complir el tracte demanant que els britànics paguessin el deute. El 1880 el nakib dels kasadis amenaçava de cedir la seva meitat als otomans, França, Itàlia o Zanzíbar o a qui el volgués, excepte als quaiti, si no eren posats sota protecció britànica; però llavors aquests van decidir donar suport als quaiti i els van permetre prendre possessió de tota Mukalla, si bé pagant una suma addicional de 100.000 tàlers de Maria Teresa (o sigui en total 340.000 tàlers); el nakib kasadi va marxar finalment cap a Zanzíbar el 1881, amb una pensió dels britànics, i Awad ibn Umar va prendre possessió del port el 10 de novembre de 1881.
Els quaiti van signar un tractat d'amistat amb els britànics el 1882 i finalment es va establir el protectorat el 1888. Abd Allah va morir aquest mateix any (25 de novembre de 1888); els seus fills Munassar i Husayn ibn Abd Allah reclamaven la partició del domini cosa a la qual Awadh es va oposar. Es van fer diverses mediacions destacant la del mansab Einat Ahmad ibn Salim ibn Sagas del clan al-Sheikh Abu Bakar ibn Salim (una figura espiritual destacada a l'Hadramaut) i les dues parts van acceptar el seu arbitratge; però quan aquest fou desfavorable al Munassar i Husayn, sobre la base del testament d'Umar ibn Awadh de 1863, aquests el van rebutjar; el mansab va concedir als dos pretendents (1902) una considerable quantitat de diners (260.000 tàlers de Maria Teresa) que van rebutjar i finalment foren exiliats primer a Aden i després (1904) a l'Índia. Van seguir rebutjant la compensació econòmica i van deixar pendent l'afer davant les autoritats britàniques i les del nizam d'Hyderabad; la suma compromesa fou depositada pels britànics que la van invertir en els dos beneficiaris pendents de la seva acceptació.
El 1899 l'oasi de Wadi Doan, a l'interior, va passar a control quaiti, i el 1900 hi va passar el Wadi Hajar, a l'oest de Mukalla, mercès als esforços de Ghalib, fill i presumpte hereu d'Awadh, que en aquell moment actuava coma regent del seu pare (que va ser tres anys a l'Índia). Fins al 1902 Awadh va portar el títol d'hakim o més habitualment de jamadar però el 1902 va agafar el de sultà. El 1903 Awadh va estar present al darbar imperial de Delhi junt amb el seu visir Sayyid Husayn ibn Hamid al-Mihdar.

### Govern de Ghalib ibn Awadh
Awadh va morir el desembre de 1910 i el seu fill Ghalib ibn Awadh el va succeir. Fins aleshores havia encunyat moneda pròpia d'or, plata i coure, però en endavant foren 
utilitzades les monedes de l'Índia Britànica. L'estat gaudia del seu propi servei postal igual que els kathiri. També emetia passaports. Ghalib va introduir el telègraf i va reorganitzar l'exèrcit; un expert britànic, O. H. Little, va fer un mapa geològic de l'estat per descobrir les potencialitats agrícoles i minerals. El 1918 va signar un tractat amb els kathiris que confirmava el domini d'aquests sobre Seiyun, Tarim i la confederació tribal dels Shanfari mentre que es reconeixia la sobirania dels quaiti sobre tot l'Hadramaut. Ghalib era molt generós i amable, i fou conegut com a "Abuna Adam" (Nostre pare Adam) o "Adam Abu l-Bashar" (el pare de la humanitat). Va morir el juny de 1922 i el va succeir el seu germà Umar ibn Awadh.

### Govern d'Umar ibn Awadh (II)
Umar ibn Awadh va tenir un govern tranquil; era de caràcter romàntic i és recordat pels edificis que va construir a l'Hadramaut, singularment el palau Kasr al-Muin i la mesquita d'Umar (que hauria estat pagada per la seva esposa i cosina, la filla de Salih ibn Umar) i per passejar-se per Mukalla disfressat per assabentar-se de les coses que passaven per si mateix. Va morir el 6 de març de 1936 deixant cinc fills, però el va succeir el seu nebot Salih ibn Ghalib.

### Govern de Salih ibn Ghalib
Salih és considerat el fundador i pare del renaixement de l'Hadramaut. Dominava mitja dotzena de llengües i va escriure moltes obres en àrab, sobre religió, filologia, enginyeria i navegació nàutica i altres temes; va reorganitzar l'administració creant departaments per les diverses funcions, sota un director cadascun, tots sotmesos al wazir o secretari d'estat, responsable davant el sultà; va crear també un consell d'estat per participar en el govern; va establir un pressupost anual i va transferir les seves propietats ancestrals a l'estat perquè aquest augmentés els seus ingressos, acceptant per a si mateix una llista civil. Els esclaus foren alliberats, opció que no fou ben acceptada i va provocar alguna revolta; va promoure l'educació inclosa la de les noies (cosa sense precedents a Aràbia). Es van construir algunes carreteres, es va fomentar el cultiu del tabac i el cotó, i es van introduir consells de viles i pobles i cooperatives. El país fou dividit en cinc províncies (liwa) cadascuna sota un naib o governador, subdividides en districtes sota un qaim (comissionat); un temps després les províncies van passar de cinc a sis. Es van fer prospeccions de petroli sense èxit. El 1937 va signar amb els britànics el Advisory Treaty (un tractat per aconsellar al govern) que feia els consells britànics obligatoris en totes les matèries excepte en religió. Es va introduir també la successió per primogenitura sent conseller Sir Walter Monckton. El 1940 fou nomenat KCMG (Cavaller comandant de l'Orde de Sant Miquel i Sant Jordi). El 1948 Salih tenia com a visir o secretari d'estat a Shaykh Saif al-Bualy. Va morir el 27 de maig de 1956 i el va succeir el seu únic fill viu, Awadh ibn Salih. En aquesta data l'estat començava a ser conegut com a sultanat quaiti d'Hadramaut, ja que el seu territori cobria 4/5 parts del país; l'altra sultanat era conegut com a sultanat kathiri de Seiyun. En aquest temps es va introduir també la moneda de l'Àfrica Oriental.

### Govern d'Awadh ibn Salih i Ghalib ibn Awadh (II)
Awadh ibn Salih fou conegut per la seva simplicitat, amabilitat i generositat. Vers 1965 es va suprimir la moneda circulant (de l'Àfrica Oriental) i es va posar en cicurlació la moneda encunyada per a la Federació d'Aràbia del Sud. Awadh va morir l'octubre de 1966 i el va succeir el seu fill Ghalib ibn Awadh que fou conegut com a "Habib al-Shaab" (L'estimat del poble).
Va convocar una assemblea de tribus de l'Hadramaut que es va reunir el març de 1967 per discutir el futur polític del país i per unanimitat es va decidir esdevenir un estat independent i no unir-se a la Federació d'Aràbia del Sud. No obstant el refus a la federació comportava problemes, ja que el sultanat no podia pagar algunes despeses financeres, i es va començar a treballar per la unió dels dos sultanats de l'Hadramaut i el sultanat oriental de Mahra, el que va comportar l'hostilitat dels britànics. A petició de Ghalib el sultà kathiri va aprovar que els dos estats donarien suport a les resolucions de les Nacions Unides sobre la regió, demanant un referèndum sobre el futur, i van demanar que la missió de l'ONU del Comitè d'Independència d'Aràbia del Sud anés a la zona personalment i no decidís res des dels despatxos a Ginebra o Nova York. Els britànics van aconsellar enviar una delegació a Ginebra per exposar els seus desitjos d'independència; com que el consell era d'obligat compliment els sultans ho havien de complir; Ghalib fou informat que la data de la independència havia estat fixada provisionalment pel 8 de gener de 1968, data fins a la qual tots els tractats romandrien vàlids; la residència britànica a Mukalla es tancaria el 10 d'octubre de 1967. Els sultans doncs van haver d'anar a Ginebra on van arribar el juliol de 1967 on van saber que els britànics s'havien retirar de Mukalla sobtadament cap a l'aeroport de Riyan i d'allí cap a Aden. Els sultans, després de parlar amb el comitè, volien tornar a Mukalla i Seiyun però per "raons tècniques" se'ls va impedir el vol cap a Aden i d'allí a Mukalla. Van intentar arribar a Mukalla per mar però la Hadhrami Bedouin Legion (sota comandament britànic) va impedir el desembarcament el 17 de setembre de 1967.
A començament d'octubre, a través de tribus lleials, els sultans van obtenir el pas a través de l'Aràbia Saudita, però els britànics van atacar a aquestes tribus amb la Hadhrami Bedouin Legion i la Royal Air Force va fer un atac aeri contra les tribus lleials en suport de la legió. Finalment el novembre els britànics van traspassar el poder a Mukalla, Seiyun i Qishn (Mahra) al Front d'Alliberament Nacional al servei del qual van posar a la Hadhrami Bedouin Legion. En aquest moment els tractats dels sultans i els britànics encara eren vàlids (ja que s'havia declarat la seva vigència fins al 8 de gener de 1968). El sultà kathiri Husayn ibn Ali va morir a Jeddah, seguit pel seu fill gran Ali, i sobrevisqué al seu fill segon Faisal.
Ghalib va marxar a Anglaterra on va seguir un curs a la universitat d'Oxford i després a la de Cambridge, va retornar més tard a l'Aràbia Saudita on va quedar en exili. El 1977 va néixer el seu fill Salih, hereu dels drets.
La dinastia va quedar així enderrocada el 1967 i l'estat abolit de facto el 17 de setembre de 1967 amb la proclamació de la república Popular del Iemen del Sud, rebatejada República Democràtica Popular del Iemen el 1970 i unida a la república Àrab del Iemen el 1990 per formar la República del Iemen.

## Bandera
La bandera dels quaiti era vermella. El 1882 a petició dels britànics, van afegir una estreta franja vertical blanca al pal. El 2 d'octubre de 1939 van adoptar la nova bandera nacional en tres franges horitzontals: red a dalt, groc al centre i blau a sota; a la franja central tres discos, el del pal i el del vol blaus, amb una torre a manera de castell de color blanc dins de cada cercle, representant els ports d'al-Shihr i al-Mukalla; i el disc del mig de color verd igualment amb la torre o castell blanc, representant l'antiga metropolis interior de Shibam.

## Hakim (o jamadar) quaiti d'al-Shihr
- Awad ibn Umar ibn Awad al-Quaiti 1867 - 10 de novembre de 1881

## Hakim (o jamadar) quaiti de Ghayl (Ghayl Ba Wazir)
- Abd Allah ibn Umar ibn Awad al-Quaiti 1868 - 25 de novembre de 1888 (des de 1881 a 1888 hakim de Mukalla)
- Munassar ibn Abd Allah al-Quaiti 1888-1902
- Al-Husayn ibn Abd Allah al-Quaiti 1888-1902
- A al-Shihr i Mukalla 1902

## Quatis d'al-Shihr i Mukalla (sultans)
- Abd Allah ibn Umar ibn Awad al-Quaiti (de Ghayl) 10 de novembre de 1881 - 25 de novembre de 1888 (junt amb el següent), hakim o jamadar
- Awad ibn Umar ibn Awad al-Quaiti (d'al-Shihr) 10 de novembre de 1881-25 de novembre de 1888 (junt amb l'anterior), hakim o jamadar
- Awad ibn Umar ibn Awad al-Quaiti (sol) 25 de novembre de 1888 - Desembre de 1910 (de 1888 a 1902 hakim o jamadar, després sultà)
- Ghalib I ibn Awad al-Quaiti, Desembre de 1910 - Juny de 1922
- Umar ibn Awad al-Quaiti, Juny de 1922 - 6 de març de 1936
- Salih ibn Ghalib al-Quaiti 6 de març de 1936 - 27 de maig de 1956
- Awad ibn Salih al-Quaiti 27 de maig de 1956 - Agost de 1966
- Ghalib II ibn Awad al-Quaiti Agost de 1966 - 17 de setembre de 1967

## Residents britànics
- William Harold Ingrams 1937 - 1940 (nascut 1897 - mort 1973)
- George Andrew Joy 1940 - 1942 (nascut 1896 - mort 1974)
- William Harold Ingrams (segona vegada) 1942 - 1944 (nascut 1897 - mort 1973)
- Vincent Goncalves Glenday 1944 - 1945 (nascut 1891 - mort 1970)
- Charles Henry Sheppard 1945 - 1949 (nascut 1897 - mort després de 1949)
- John Edmund Hugh Boustead 1949 - 1954 (nascut 1895 - mort 1980)
- James Norrie Ellis 1954 - 1964 (nascut 1926 - mort 2000)
- Vincent Edward Frederick Eyre 1964 - 1967 (nascut 1914 - mort 2007)